# 蒂塔瓜斯
蒂塔瓜斯，是西班牙巴伦西亚自治区巴伦西亚省的一个市镇。总面积63平方公里，总人口527人（2001年），人口密度8人/平方公里。